# Малайская щурка
Мала́йская щу́рка (лат. Merops viridis) — вид птиц из семейства щурковые.

## Описание
Длина тела 21 см. Масса птицы 34-41 грамм. Верхняя часть головы, задняя часть шеи и спина окрашены в тёмно-коричневый цвет.
От клюва до глаза и чуть далее тянется чёрная полоса (как и у многих других щурок). Клюв чёрный. Подбородок и горло голубого цвета. Брюшко и крылья зелёные. Верхняя часть хвоста голубая, нижняя - серо-коричневая. 

## Распространение
Обитает в юго-восточной части Китая, Таиланде, Индокитае, на островах Суматра, Ява, Борнео, Натуна.

## Галерея

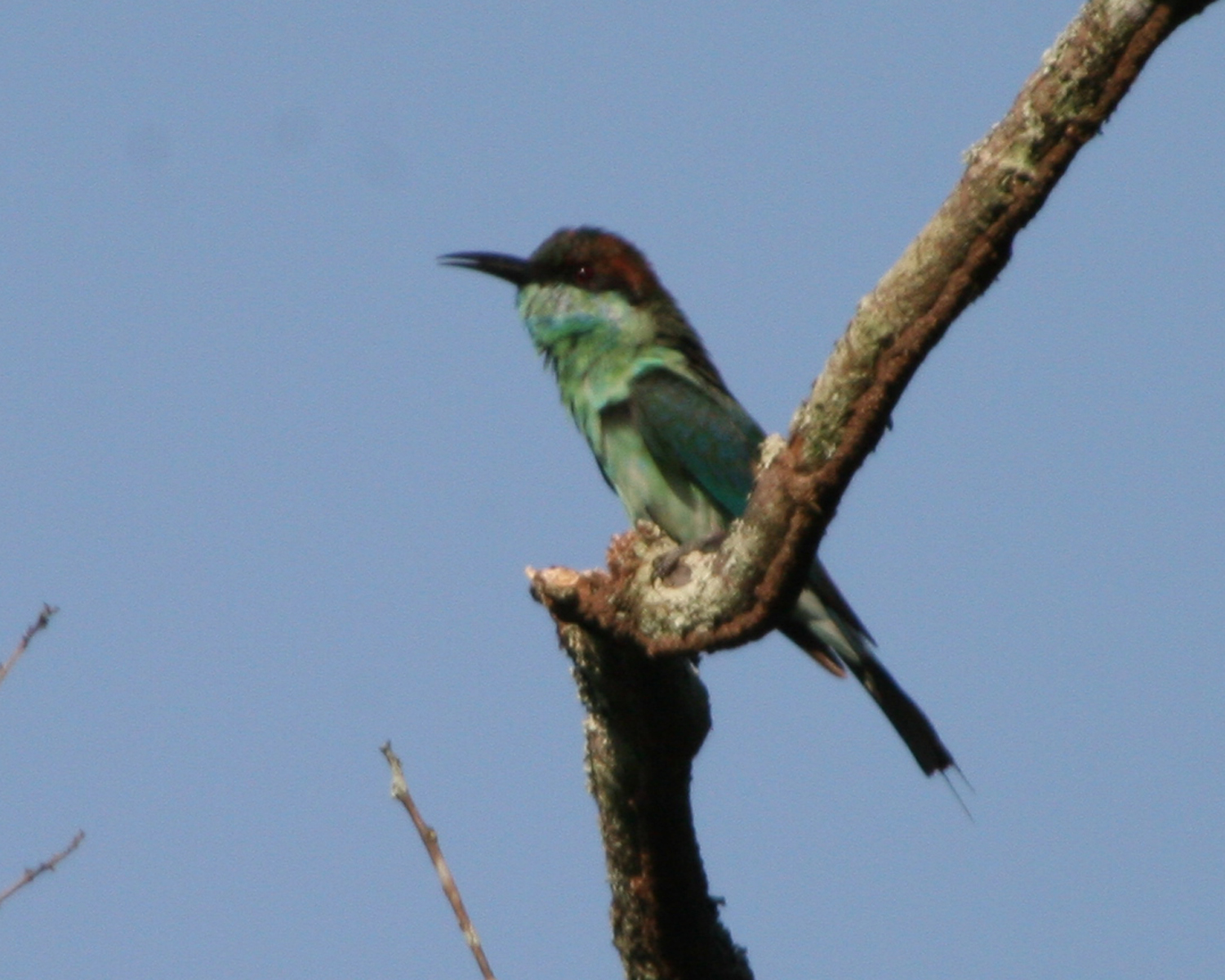
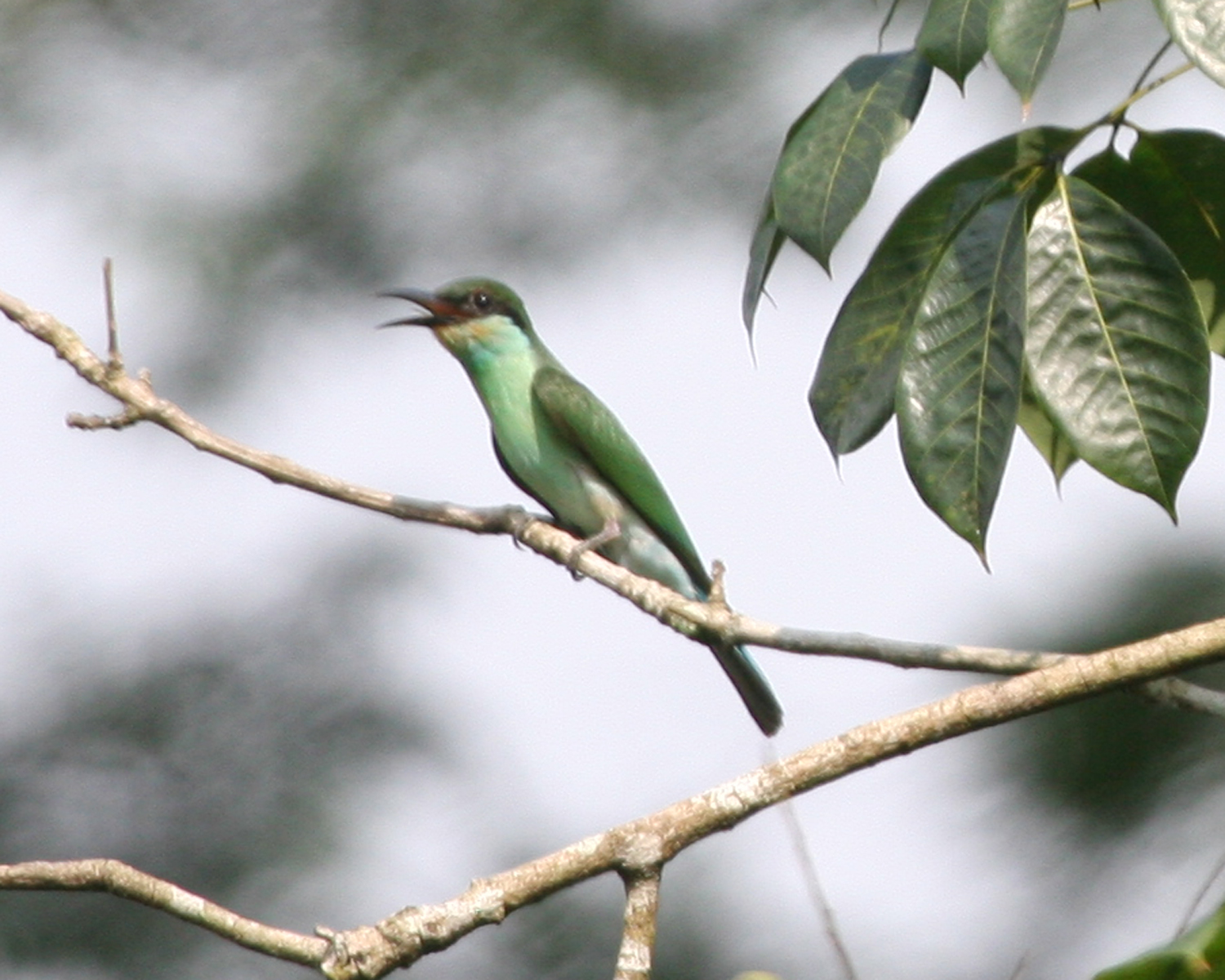
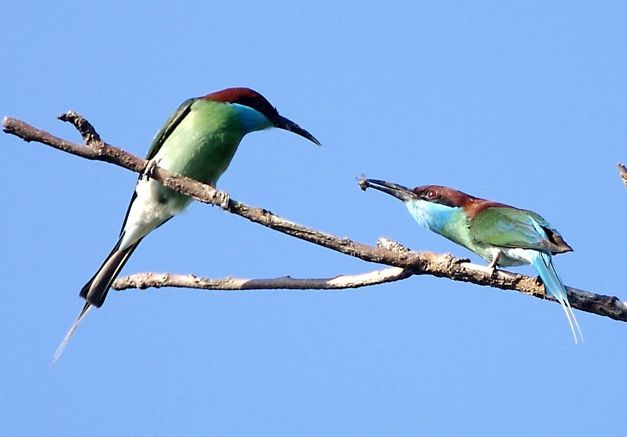
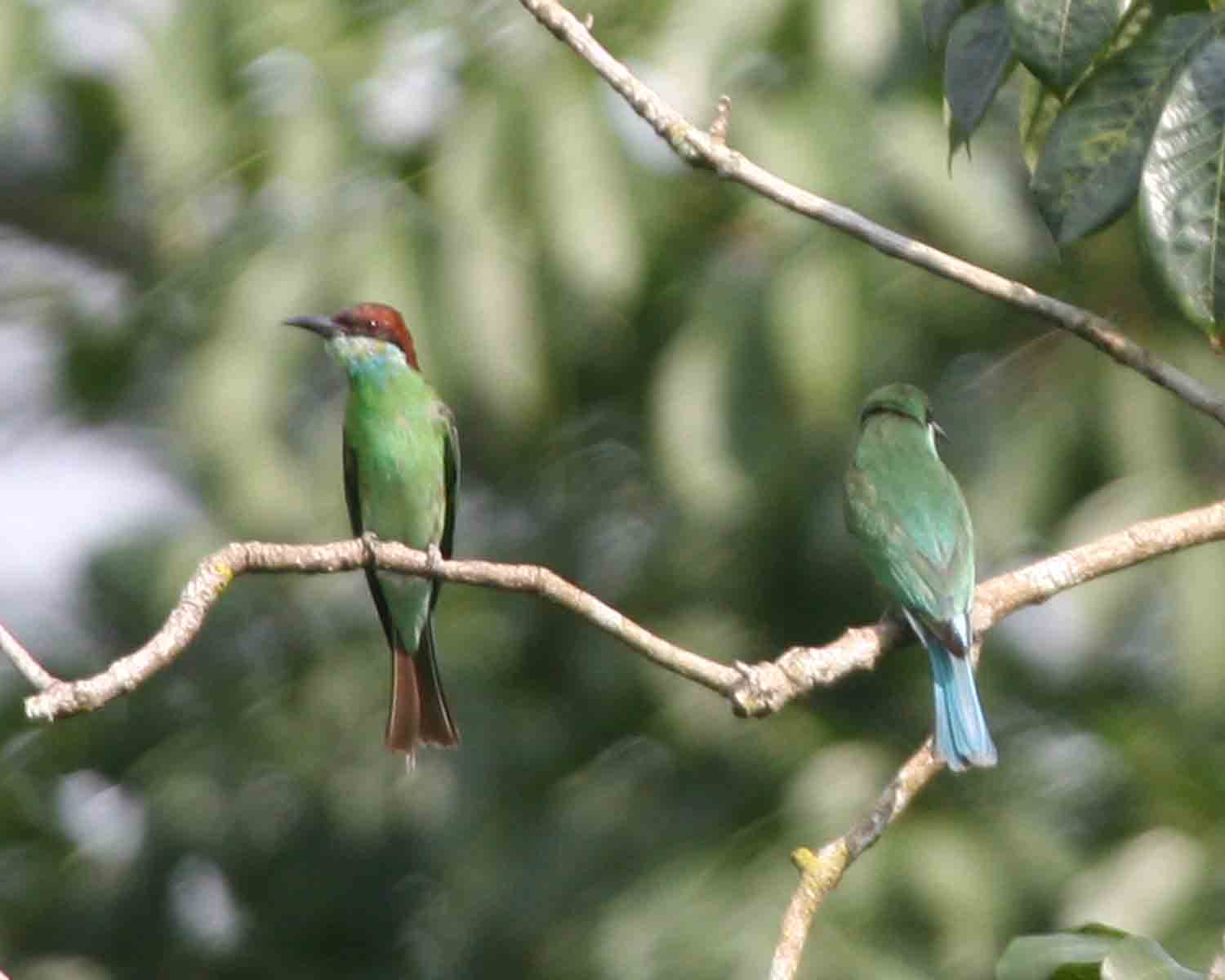